# كأس المقاطعات الأوروبية 2005
كأس المقاطعات الأوروبية 2005 هو الموسم 4 من كأس المقاطعات الأوروبية. كان عدد الأندية المشاركة فيه 8، وفاز فيه منطقة إقليم الباسك.